# Carlos Carsolio
Pas d'image ? Cliquez ici
14 sommets de plus de 8 000 mètres d'altitude
Carlos Carsolio Larrea, né le 4 octobre 1962 à Mexico, est un alpiniste et himalayiste mexicain. Il est le quatrième alpiniste (le premier en dehors de l'Europe) à avoir escaladé les 14 sommets de plus de huit mille mètres sans oxygène.

## Biographie
Carlos Carsolio Larrea, né le 4 octobre 1962 à Mexico, est le fils de Carlos Carsolio, ingénieur en chimie. Ses parents font partie de l'intelligentsia mexicaine et il est l’aîné de sept enfants. Deux de ses frères, Alfredo et Raul, ont participé à ses expéditions en Himalaya. Carlos Carsolio fils est marié à l'alpiniste Elsa Ávila. Le couple a deux enfants : Santiago et Karina, tous deux traileurs. 
Carlos Carsolio fils a fait des études de géologie.
Son père entraîne sa famille dans de longues randonnées et fait découvrir l'escalade dès le plus jeune âge à ses enfants. Il fait partie lui-même du club de randonnée et d'alpinisme de Citlaltépelt et a participé à une expédition de ce club à l'Aconcagua en 1974. Sa mère, enceinte, a réalisé l'ascension du Iztaccíhuatl à 5 220 m d'altitude.
Ayant accès à la bibliothèque du club de montagne de son père, Carlos Carsolio fils s'identifie à Hermann Buhl et découvre les récits d'Edmund Hillary, Reinhold Messner et Chris Bonington.
Ses premières ascensions sont réalisées au Mexique, notamment le Pico de Orizaba, le Popocatépetl en 1980 et l'Iztaccíhuatl. De 1982 à 1984, Carlos Carsolio escalade des big walls avec Elsa Ávila, sa petite amie qu'il a initié à l'escalade : The Nose et Salathé Wall à El Capitan dans le parc national de Yosemite en Californie. Ils se marient et celle-ci reste sa partenaire de cordée en Himalaya jusqu'en 1992 avant de le soutenir dans ses expéditions.
En 1985, Carlos Carsolio réussit l'ascension de la voie Messner à l'Aconcagua (6 962 m) avec une expédition polonaise.

## Les 14 sommets de plus de8 000md'altitude
Carsolio réalise l'ascension de son premier 8 000 m avec son ami Jerzy Kukuczka, considéré comme un des meilleurs alpinistes de haute altitude, Zygmunt Heinrich et Slawomir Lobodzinski. Ils escaladent le Nanga Parbat, par le pilier sud-est, dit, depuis, éperon polonais, le 13 juillet 1985 avec une expédition dirigée par Pawel Mularz.

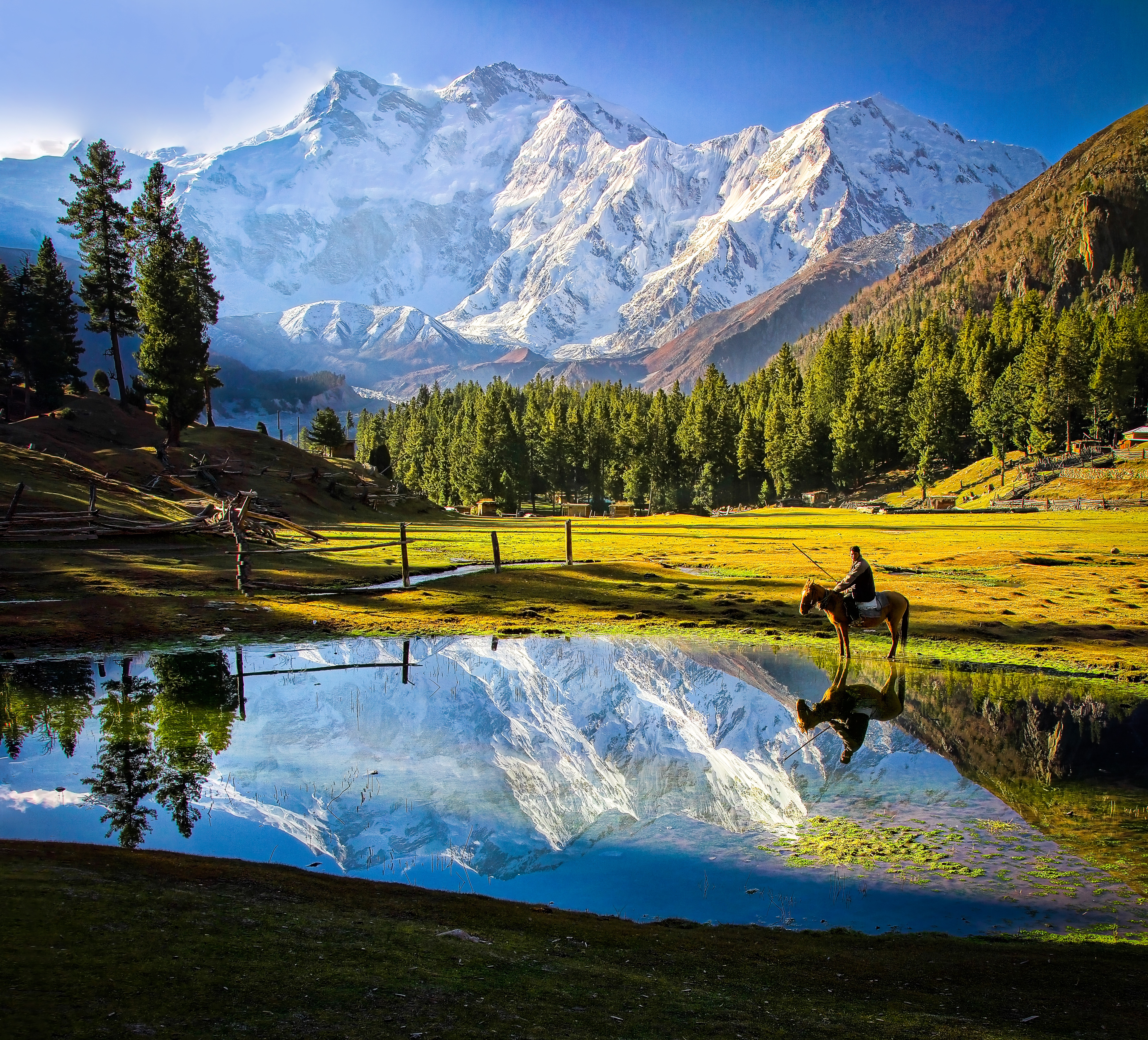
Le Nanga Parbat.

En 1986, il tente l'ascension du Manaslu avec Elsa Ávila et Jerzy Kukuczka par une nouvelle voie. Il doit cependant se contenter avec Elsa Ávila de l'ascension du sommet est du Manaslu en style alpin en raison de gelures aux pieds et d'une blessure à la main.

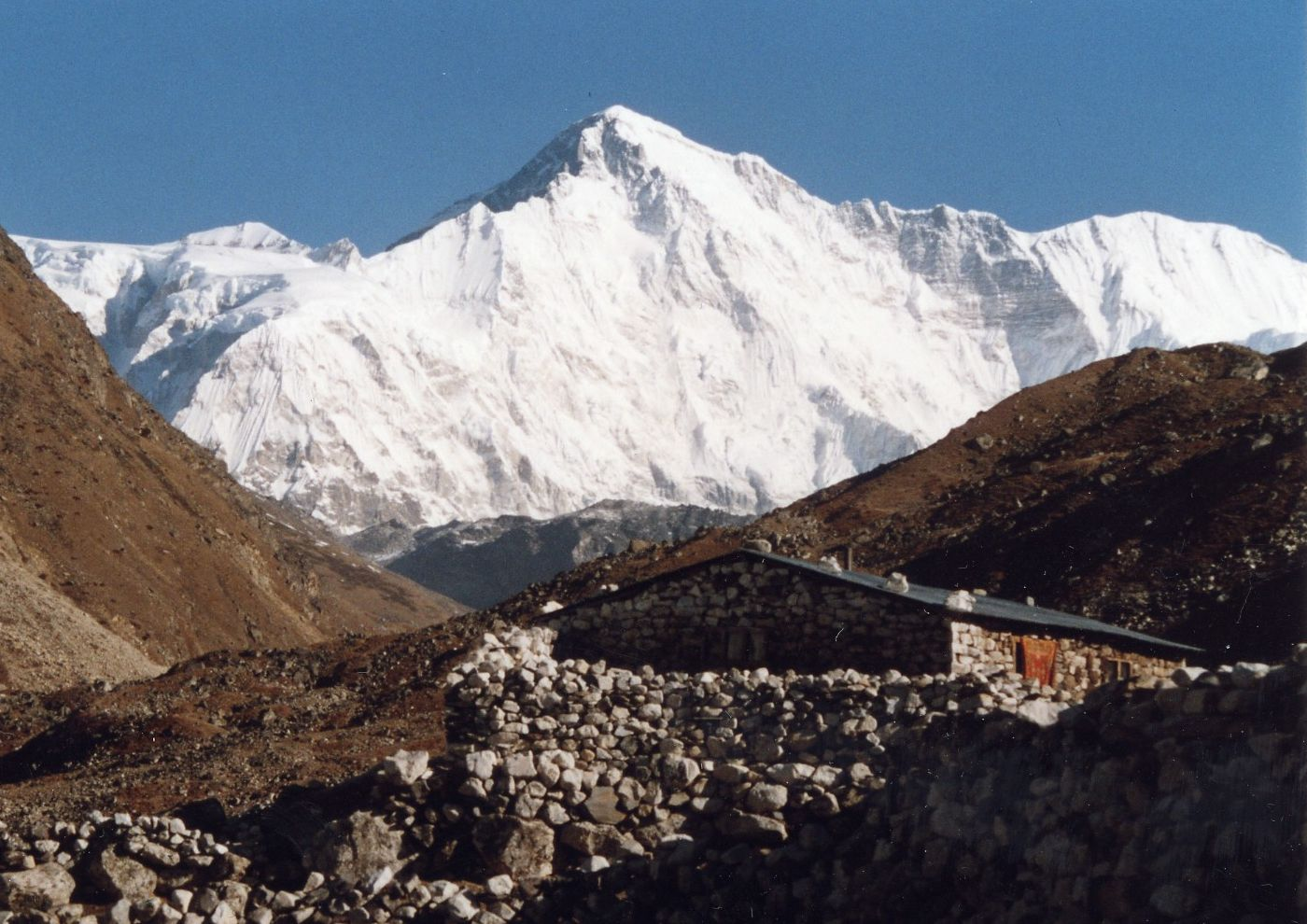
Vue du Cho Oyu.

Le 18 juillet 1987, il réalise l'ascension du Shisha Pangma avec Elsa Ávila, Ramíro Navarrete, Ryszard Warecki et Wanda Rutkiewicz. Ils sont la première équipe à traverser l'arête de neige entre le sommet central et le sommet principal. Carlos Carsolio et Elsa Ávila sont les premiers Mexicains à atteindre le sommet ; Ramíro Navarrete, le premier Équatorien à atteindre un sommet de plus de 8 000 m.
Son ascension en solitaire du Makalu, le 12 octobre 1988 est son troisième sommet de plus de 8 000 m. Durant la descente, il a besoin d'aide et utilise de l'oxygène en bouteille durant la descente,.
Le 13 octobre 1989, Carlos Carsolio dirige une expédition mexicaine au sommet de l'Everest par l'arête sud-est sans l'aide d'oxygène. Elsa Ávila a un œdème pulmonaire après le sommet sud qui se trouve 98 mètres sous le sommet principal. Elle fait demi-tour et atteindra le sommet 10 ans plus tard.
Le 12 mai 1992, Carlos Carsolio réalise le sommet du Kangchenjunga en solo. Elsa Ávila, qui, lors de l'expédition, subit de graves gelures, arrête par la suite les ascensions himalayennes. Wanda Rutkiewicz part avec lui à 3 heures 30 du matin du camp IV, situé à 7 950 m d'altitude. Après une douzaine d'heures d'ascension sous de fortes chutes de neige, il atteint le sommet. Sur le retour, entre 8 200 et 8 300 m, il croise Wanda. Elle décide de bivouaquer et de faire le sommet le lendemain alors qu'elle n'a pas de nourriture, ni de matériel de bivouac. Carsolio déclara qu'il était épuisé et qu'il n'a pas eu la force mentale de la convaincre de redescendre avec lui. Elle n'a jamais été revue par la suite.
Le 13 juin 1993, il réalise l'ascension du K2 avec une expédition slovène.
En 1994, Carlos Carsolio réalise l'ascension de trois sommets de plus de 8 000 m, deux records d'ascension et une nouvelle voie qui porte son nom. Le 26 avril 1994, Carlos Carsolio fait l'ascension du Cho Oyu dans un temps record de 18 heures et 45 minutes du camp de base au sommet. Le 13 mai 1994, il réalise l'ascension du Lhotse en solo en 23 heures et 50 minutes du camp de base au sommet. Le 9 juillet 1994, il atteint le sommet du Broad Peak en ouvrant une nouvelle voie, appelée Voie Carsolio, sur la face Ouest. Il considère l'ascension du Broad Peak comme la plus réussie de sa carrière car c'est une voie de grande difficulté dans du rocher friable, avec des pendules, des traversées et des surplombs menant à un sommet de plus de 8 000 m d'altitude.
En 1995, il réalise l'ascension de quatre sommets, l'Annapurna le 25 avril, le Dhaulagiri le 15 mai, le Gasherbrum II le 4 juillet et le Gasherbrum I le 15 juillet. C'est la première fois que quatre sommets de plus de 8 000 m d'altitude sans oxygène sont gravis en 78 jours.
Carlos Carsolio et son jeune frère Alfredo, en 1996, montent une expédition pour l'ascension du Manaslu en style alpin, dernier sommet manquant à la liste de Carlos. Durant leur première tentative d'ascension, une tempête est annoncée venant de l'Annapurna et du Dhaulagiri. Alors qu'ils sont 200 m sous le sommet, ils calculent qu'elle arrivera dans deux heures. Malgré la pression médiatique, ils décident de redescendre. À 7 300 m, ils doivent creuser une grotte dans la glace pour se protéger. Après une semaine de récupération, ils repartent pour l'ascension et atteignent le sommet le 12 mai.

## Autres ascensions
En 1990, avec Andrés Delgado, il se rend en Patagonie pour faire la première ascension mexicaine du Cerro Torre. En 1991, ils réalisent de nouvelles voies dans les monts Baffin.
En 1998, à l'âge de 36 ans, il décide d'arrêter l'alpinisme de haut niveau.

## Partenaires commerciaux
Pour financer ses expéditions, Carlos Carsolios a reçu le soutien de plusieurs sponsors dont Pepsi-Cola, Fuji, Ford et le Centre Carsolio.